# Армія «Норвегія»
Армія «Норвегія» (нім. Armee Norwegen) — польова армія Німеччини, що діяла в складі Вермахту з 19 грудня 1940 по 18 грудня 1944 на крайній півночі в Норвегії та Фінляндії за часів Другої світової війни.

## Історія
Армія «Норвегія» була сформована 19 грудня 1940 року на базі штабу 21-го армійського корпусу. Частини армії розташовувалися на території Норвегії і Фінляндії.
З початком радянсько-німецької війни з'єднання армії здійснювали наступальні операції на території Заполяр'я і Північної Карелії. З 29 червня до кінця 1941 року три корпуси із складу армії (36-й гірський корпус, гірський корпус «Норвегія» і 3-й фінський корпус) вели бої проти Червоної армії в напрямі Мурманська, проте, не досягнувши необхідних результатів, перейшли до оборони.
14 січня 1942 року із з'єднань, що діяли проти Червоної Армії була сформована армія «Лапландія» (нім. Armee Lappland). Надалі частини армії брали участь в окупації центральної і південної частини Норвегії.
18 грудня 1944 року армія розформована.

## Райони бойових дій
- Норвегія (грудень 1940 — червень 1941);
- Фінляндія та Норвегія (червень 1941 — січень 1942);
- Норвегія (січень 1942 — 18 грудня 1944).

## Командування

### Командувачі
- генерал-полковник Ніколаус фон Фалкенгорст (нім. Nikolaus von Falkenhorst) (19 грудня 1940 — 18 грудня 1944).

## Бойовий склад армії «Норвегія»
Формування управління, забезпечення та підтримки
- штаб армії (Stab mit Stabstruppen);
- 525-та комендатура тилу (Korück 525);
- 635-й армійський полк зв'язку (Armee-Nachrichten-Regiment 635).

- Норвезький гірський корпус (Gebirgs-Korps Norwegen);
- 33-тє корпусне командування особливого призначення (Höheres Kommando z.b.V. XXXIII)
- 36-те корпусне командування особливого призначення (Höheres-Kommando z.b.V. XXXVI);
- 30-те корпусне командування особливого призначення (Höheres-Kommando XXXIII);
- 199-та піхотна дивізія (199. Infanterie-Division).

- Норвезький гірський корпус;
- 36-те корпусне командування особливого призначення;
- 33-тє корпусне командування особливого призначення;
- 70-те корпусне командування особливого призначення (Höheres-Kommando z.b.V. LXX);
- 199-та піхотна дивізія;
- 702-га піхотна дивізія (702. Infanterie-Division).

- Норвезький гірський корпус;
- 36-те корпусне командування особливого призначення;
- 33-тє корпусне командування особливого призначення;
- 70-те корпусне командування особливого призначення.

- Норвезький гірський корпус;
- 36-те корпусне командування особливого призначення;
- 33-тє корпусне командування особливого призначення;
- 70-те корпусне командування особливого призначення;
- 3-й армійський корпус (Фінляндія) (III. finnisches Armee-Korps);
- 710-та піхотна дивізія (710. Infanterie-Division);
- 4-й кулеметний батальйон (Maschinen-Gewehr-Bataillon 4);
- 13-й кулеметний батальйон (Maschinen-Gewehr-Bataillon 13);
- 14-й кулеметний батальйон (Maschinen-Gewehr-Bataillon 14).

- Норвезький гірський корпус;
- 36-те корпусне командування особливого призначення;
- 33-тє корпусне командування особливого призначення;
- 70-те корпусне командування особливого призначення;
- 710-та піхотна дивізія.

- Норвезький гірський корпус;
- 36-те корпусне командування особливого призначення;
- 33-тє корпусне командування особливого призначення;
- 70-те корпусне командування особливого призначення;
- 3-й армійський корпус (Фінляндія);
- Оборонний район «Північна Норвегія» (Abschnittsstab "Nord Norwegen");
- 6-та гірська дивізія СС «Норд» (SS-Division “Nord”).

- Норвезький гірський корпус;
- 36-те корпусне командування особливого призначення;
- 33-тє корпусне командування особливого призначення;
- 70-те корпусне командування особливого призначення;
- 3-й армійський корпус (Фінляндія);
- Оборонний район «Північна Норвегія» (Abschnittsstab "Nord Norwegen");
- 6-та гірсько-піхотна дивізія (6. Gebirgs-Division).

- Норвезький гірський корпус;
- 36-те корпусне командування особливого призначення;
- 33-тє корпусне командування особливого призначення;
- 70-те корпусне командування особливого призначення;
- 3-й армійський корпус (Фінляндія);
- Оборонний район «Північна Норвегія».

- Норвезький гірський корпус;
- 36-те корпусне командування особливого призначення;
- 33-тє корпусне командування особливого призначення;
- 70-те корпусне командування особливого призначення;
- 3-й армійський корпус (Фінляндія);
- Оборонний район «Північна Норвегія»;
- 3-тя гірсько-піхотна дивізія (3. Gebirgs-Division).

- 33-тє корпусне командування особливого призначення;
- 70-те корпусне командування особливого призначення;
- Оборонний район «Північна Норвегія».

- 33-тє корпусне командування особливого призначення;
- 70-те корпусне командування особливого призначення;
- 71-ше корпусне командування особливого призначення (Höheres-Kommando LXXI);
- 3-тя гірсько-піхотна дивізія;
- 25-та танкова дивізія (25. Panzer-Division).

- 33-тє корпусне командування особливого призначення;
- 70-те корпусне командування особливого призначення;
- 71-ше корпусне командування особливого призначення;
- 25-та танкова дивізія.

- 33-тє корпусне командування особливого призначення;
- 70-те корпусне командування особливого призначення;
- 71-ше корпусне командування особливого призначення;
- 25-та танкова дивізія;
- 69-та піхотна дивізія (69. Infanterie-Division).

- 33-тє корпусне командування особливого призначення;
- 70-те корпусне командування особливого призначення;
- 71-ше корпусне командування особливого призначення;
- 25-та танкова дивізія;
- 14-та авіапольова дивізія (Luftwaffen Feld Division 14).

- 33-й армійський корпус (XXXIII. Armee-Korps);
- 70-й армійський корпус (LXX. Armee-Korps);
- 71-й армійський корпус (LXXI. Armee-Korps);
- 25-та танкова дивізія;
- 196-та піхотна дивізія (196. Infanterie-Division);
- 274-та піхотна дивізія (274. Infanterie-Division).

- 33-й армійський корпус;
- 70-й армійський корпус;
- 71-й армійський корпус;
- 25-та танкова дивізія;
- 196-та піхотна дивізія;
- 274-та піхотна дивізія;
- 280-та піхотна дивізія (280. Infanterie-Division).

- 33-й армійський корпус;
- 70-й армійський корпус;
- 71-й армійський корпус;
- Танкова дивізія «Норвегія» (Panzer-Division "Norwegen");
- 181-ша піхотна дивізія (181. Infanterie-Division);
- 196-та піхотна дивізія;
- 214-та піхотна дивізія (214. Infanterie-Division);
- 280-та піхотна дивізія.

- 33-й армійський корпус;
- 70-й армійський корпус;
- 71-й армійський корпус;
- Танкова дивізія «Норвегія» (Panzer-Division "Norwegen");
- 196-та піхотна дивізія;
- 214-та піхотна дивізія.

- 33-й армійський корпус;
- 70-й армійський корпус;
- 71-й армійський корпус.

- 33-й армійський корпус;
- 70-й армійський корпус.